# Измалковы
Изма́лковы — древний русский дворянский род.
Родоначальник фамилии Измалковых, боярский сын Алексий Афанасьев Измалков, жалован был Государем Царем и Великим Князем Борисом Фёдоровичем поместьем и денежным окладом и состояло за ним в 1622 году поместье с крестьянами, в Варгольском стану, Елецкого уезда.
Потомки его, продолжая государеву службу по городу Ельцу, также были вёрстаны поместьями и денежными окладами. Многие члены сего рода, служа Российскому Престолу в военной и гражданской службе, были награждены чинами и орденами; из них некоторые, кроме того, отправляли выборные дворянские должности по Воронежской губернии.
Определением Правительствующего Сената, состоявшимся 12 января 1876 года, утверждены постановления Воронежского дворянского депутатского собрания от 13 декабря 1787 г., 4 февраля 1814 г., 13 ноября 1826 г. и 27 октября 1875 года, о внесении в шестую часть дворянской родословной книги рода Измалковых.

## Описание герба
В чёрном щите золотой коронованный лев с червлёными глазами и языком, пронзённый горизонтально серебряной стрелой, остриём влево. В правой лапе он держит золотой меч, в левой опущенной лапе — зелёную дубовую ветвь с двумя червлёными желудями.
Щит увенчан дворянским коронованным шлемом. Нашлемник: пять чёрных страусовых перьев, на них — две золотые шестиугольные звезды. Намёт: чёрный с золотом. Девиз: «PRO PATRIA MORIAMUR» (Умру (умереть) за отечество) золотыми буквами на чёрной ленте.
Герб Измалкова внесён в Часть 13 Общего гербовника дворянских родов Всероссийской империи, стр. 25

## Известные представители дворян Измалковых
- Измалков Михаил — схимонах (ск.14.03.1692 г.), похоронен на монастырском кладбище Чудова монастыря Московского Кремля[1]
- Измалков Герасим Иванович  — воевода Борисоглебска Воронежской губернии (1747-1758)[2]
- Измалков Иван Степанович — генерал-майор, герой Отечественной войны 1812 года, участник Наполеоновских войн и русско-турецкой войны 1828—1829 годов[3]. Награждён золотой саблей с надписью «За храбрость» за отличия под Вязьмой (1812), 26 ноября 1827 года в чине полковника — орденом св. Георгия 4-й степени (№ 4072 по кавалерскому списку Григоровича — Степанова)